# Cromato de bário
Cromato de bário é um composto amarelo de fórmula química BaCrO4. É um conhecido agente oxidante e produz uma chama verde quando exposto à chama devido as transições eletrônicas do bário.

## História
A primeira ocorrência natural do cromato de bário foi encontrado no país da Jordânia. Os cristais marrons encontradas no cimo de rochas hospedeiras foram nomeados hashemite em honra do Reino Hachemita da Jordânia . Os cristais de hachemitas variam de marrom-amarelado a um marrom-esverdeado e são geralmente menos de um milímetro de comprimento.
Os cristais de hachemitas não são compostos de cromato de bário puro, mas sim contém certo teor de enxofre. As diferentes cristais contêm uma variedade de impurezas de enxofre que vão desde o mais puros cristais escuros, Ba1.00(Cr0.93, S0.07)1.00O4, até os menos puros que são claros, Ba1.00(Cr0.64, S0.36)1.00O4.
Hachemita tomado como um análogo cromato isoestrutural de barita, BaWO4.

## Preparação e reações
Pode ser sintetizado reagindo o hidróxido de bário ou sulfato de bário com cromato de potássio. 
Alternativamente , pode ser criado pela interacção de cloreto de bário com cromato de sódio . O precipitado é então lavado , filtrado, e seco.
É bastante insolúvel em água, mas solúvel em ácidos: 
2 BaCrO4 + 2 H+   →   2 Ba2+ + Cr2O72− + H2O
Ksp = [Ba2+][CrO42−] = 2.1 x 10−10
Pode reagir com hidróxido de bário na presença de azida de sódio para formar cromato de bário(V). A reação libera gás oxigênio e água .

## Utilização
Cromato de bário é bastante útil em muitos processos. Frequentemente, o composto é utilizado como um transportador para os íons de crômio .
Um processo é a utilização de cromato de bário como um eliminador de sulfato em banhos de galvanoplastia de crômio . Ao longo do tempo a concentração de crômio do banho vai diminuir até que o banho já não funciona mais. Adição de cromato de bário aumenta a vida útil do banho por adição à concentração de ácido crômico .
Cromato de bário é um agente oxidante, tornando-se útil como um modificador de taxa de queima em compostos pirotécnicos . É especialmente útil em compostos retardantes, como fusíveis de delay.
Cromato de bário é usado como um pigmento inibidor da corrosão quando as superfícies de galvanoplastia de ligas de zinco.
Quando misturado com ácido fumárico sólido , cromato de bário pode ser usado na remoção de impurezas e umidade residual de solventes orgânicos de limpeza a seco ou a partir de combustíveis de petróleo.
Cromato de bário também é utilizado na composição de um catalisador de desidratação de alcanos.
Bário também tem sido utilizado para tintas. O pigmento conhecido como amarelo limão frequentemente contém cromato de bário misturado com sulfato de chumbo.

## Estudos científicos
Em 2004 foi encontrado um método para fazer um único nanobastão de cristal do tipo ABO4. Este método consistia em uma técnica de síntese modelo modificado que foi originalmente usado para a síntese de microtúbulos orgânicos . As nanopartículas são deixadas crescer nos poros das membranas de alumina de vários tamanhos . Os diferentes tamanhos de poros para permitir o crescimento ser controlada e fazer com que as formas que sejam reprodutíveis . A alumina é então dissolvido, deixando as nanopartículas por trás intacta . A síntese pode ser realizada à temperatura ambiente , reduzindo consideravelmente o custo e constrições das condições.
Em 2010, foi realizado um estudo em quatro compostos de cromo hexavalente para testar os efeitos cancerígenos deste metal. Os íons de cromo se acumulam nos locais de bifurcação brônquica, fixando-se no tecido e induz os tumores. Usando cromato de zinco como um padrão, descobriu-se que cromato de bário é tanto genotóxico e citotóxico. A citotoxicidade foi determinada a mais provável ser um resultado da genotoxicidade, mas a causa da genotoxicidade é ainda desconhecida.